# رغتي
رغتي (بالفارسية: رگتی) هي قرية تقع في البلدة المركزية في إيران. يقدر عدد سكانها بـ 516 نسمة بحسب إحصاء 2016.